# Castrul roman de la Tileagd
Castrul roman de la Tileagd, județul Bihor, se află pe cursul superior al Crișului Repede, la 12 km vest de Aleșd.